# 乌拉斯台水库
乌拉斯台水库，位于新疆塔城市生产建设兵团农九师第164团境内乌拉斯台河。南距塔城市区30km，距164团部17km。灌溉为主，兼有发电、养殖、防洪。
业主为新疆生产建设兵团农九师乌拉斯台水库管理所。

## 技术
水库常年水面66.67hm2，最大106.67hm2。库容2100万m3。乌拉斯台河多年径流4546 万m3。控制灌溉面积6500hm2。装机容量1600kw。
大坝为浆砌石双曲拱坝。坝高62.4m，坝顶高程987.4m，坝顶弧长222.81m，顶宽3m，底宽23m。上游面坝体1米处有混凝土防渗墙，厚度0.5～2.1m。

## 历史
1976年8月18日，塔城农垦局（今新疆生产建设兵团农九师）直属单位及驻托里县的一运司和铁厂沟煤矿派出人员开工建设。1989年建成蓄满。